# Добреля Дмитро Денисович
Дмитро́ Дени́сович Добре́ля — (нар. 13 листопада 1991 — пом. 25 вересня 2020, поблизу міста Чугуїв, Харківська область, Україна) — український військовослужбовець, капітан Збройних сил України.
Загинув в авіакатастрофі Ан-26 поблизу міста Чугуїв.

## Нагороди та відзнаки
- медаль «За військову службу Україні» (посмертно, 6 жовтня 2020) — за самовіддане служіння Українському народові, зразкове виконання військового обов’язку[2]